# Martin Heinrich Klaproth
Martin Heinrich Klaproth (Wernigerode, 1 de desembre de 1743 – Berlín, 1 de gener de 1817), va ser un químic alemany que va descobrir els elements químics urani (1789), zirconi (1789) i ceri (1803), aquest darrer al mateix temps que d'altres científics.

## Biografia
Klaproth nasqué a Wernigerode. Durant gran part de la seva vida exercí com apotecari. Després de ser ajudant en farmàcies de les localitats de Quedlinburg, Hannover, Berlín i Danzig, a la mort de Valentin Rose el Vell a Berlin, l'any 1771, va passar a dirigir el negoci d'aquest. Des de 1782 va ser assessor del Ober-Collegium Medicum. El 1787 va ser lector de química a l'Artilleria Reial de Prússia i quan es va fundar la Universitat Humboldt a Berlín (1810) va ser seleccionat com a professor de química. Morí a Berlín. Klaproth en el seu temps era considerat el químic de més prestigi d'Alemanya.

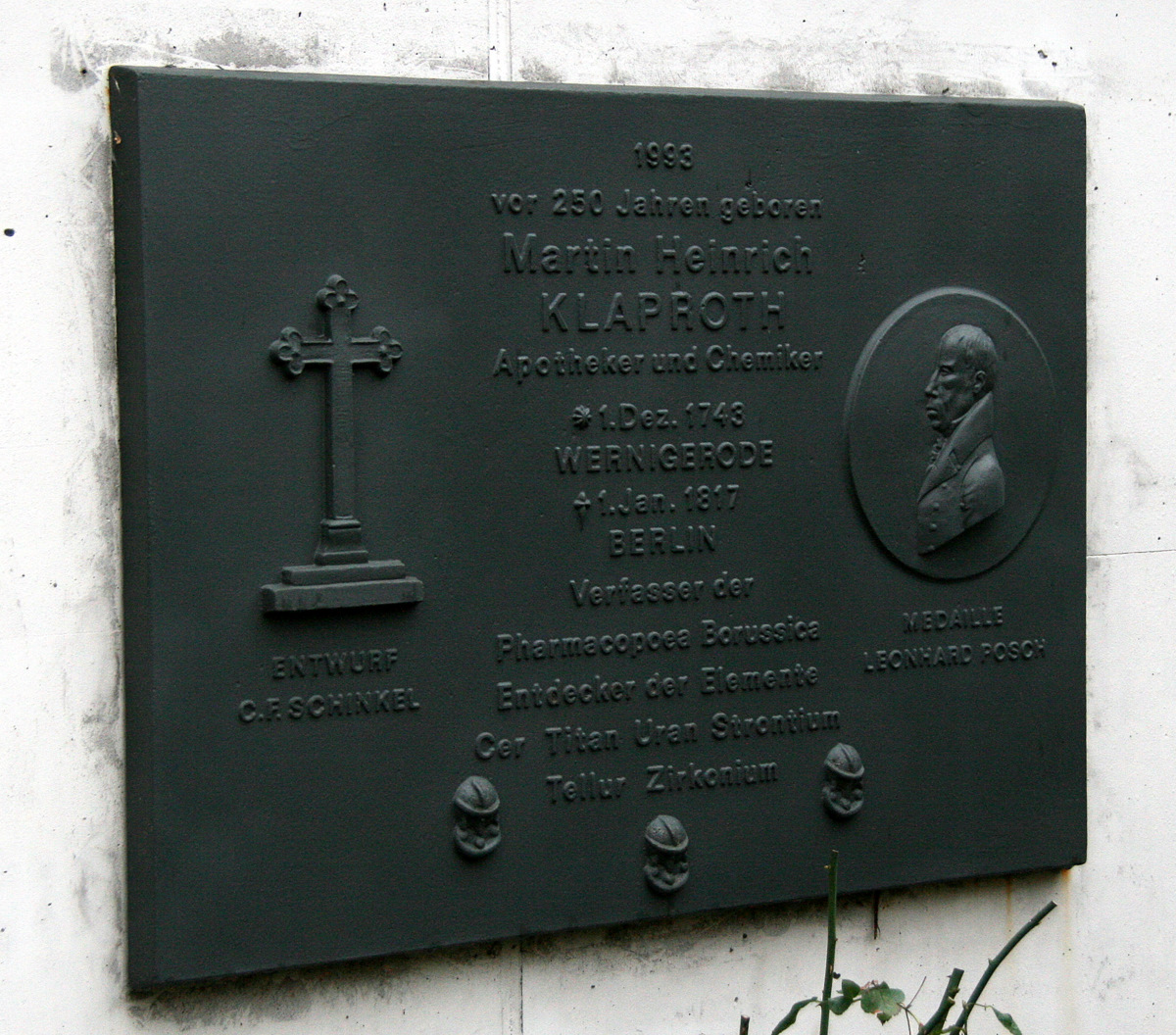
Placa commemorativa al Dorotheenstädtischer Friedhof de Berlin

Va millorar i sistematitzar les tècniques i processos de la química analítica i de la mineralogia. Va ser un dels primers partidaris de les teories de Lavoisier fora de França. Klaproth va trobar l'element titani en el mineral rútil el 1791, ell va creure que era un nou descobriment però William Gregor és qui va ser el primer, el mateix any, en descobrir-lo en un mineral diferent la ilmenita. Klaproth va descobrir l'element urani en el mineral pechblenda. El zirconi el va obtenir però no en el seu estat metàl·lic pur.

## Obra
La seva obra va ser compilada per ell mateix en Beiträge zur chemischen Kenntnis der Mineralkörper (5 volums., 1795–1810) i en Chemische Abhandlungen gemischten Inhalts (1815). També publicà un diccionari de química Chemisches Wörterbuch (1807–1810), i edità i revisà l'obra de F. A. C. Gren Handbuch der Chemie (1806).
Klaproth va ser escollit membre de la Royal Society el 1795 and a foreign member of the Royal Swedish Academy of Sciences in 1804.
El cràter lunar Klaproth rep aquest nom en el seu honor.
El seu fill Julius va ser un famós orientalista. Memorial plate: Artist Ralf Sander